# Albert Sherbourne Le Souef
Albert Sherbourne Le Souef (ur. 30 stycznia 1877 w Melbourne, zm. 31 marca 1951 w Sydney) – australijski zoolog, syn Alberta Alexandra Cochrane’a Le Souef. W latach 1903–1916 był dyrektorem ogrodu zoologicznego w Moore Park (Sydney), a w latach 1916–1939 pierwszym dyrektorem ogrodu zoologicznego Taronga, również w Sydney.

## Publikacje
- The Wild Animals of Australasia (1926; współautor Henry James Burrell)